# Pistolová hvězda
Pistolová hvězda je jedna z nejzářivějších hvězd Mléčné dráhy.
Podle prvních odhadů měla mít 10 milionkrát vyšší svítivost než Slunce. Další studie toto číslo snížily přibližně na 1,7 milionu, což je zhruba třetina svítivosti Eta Carinae. Pistolová hvězda vyzáří každých 20 sekund tolik energie, jako Slunce za celý rok. Objekty této zářivosti jsou obvykle 80–150krát větší než Slunce a jejich životnost se pohybuje okolo 3 milionů let. Oproti běžným hvězdám jsou velmi ovlivněny tlakem vysílaného záření, což způsobuje úbytek hmoty.
Pistolová hvězda se nachází v souhvězdí Střelce, přibližně 25 000 světelných let od Země. Byla by viditelná pouhým okem jako hvězda čtvrté velikosti, kdyby nebyla zakryta oblaky mezihvězdného prachu. Místo toho byla objevena začátkem devádesátých let Hubblovým teleskopem v infračerveném spektru.
Před čtyřmi až šesti tisíci let pravděpodobně při obrovském výbuchu vychrlila do svého okolí hmotu o přibližně desetinásobku hmotnosti slunce. Její stáří a budoucnost je nejistá, předpokládá se ale že skončí jako supernova nebo hypernova za jeden až tři miliony let.
Kromě Pistolové hvězdy byly v minulých letech za nejjasnější hvězdy označeny i některé další, téměř všechny však pozdějším přesnějším měřením o toto prvenství přišly. Nejvyšší potvrzenou svítivost má dosud Eta Carinae s 5 milionkrát vyšší svítivostí než Slunce. Podle odhadů má naše galaxie 10 až 100 hvězd s ještě vyšší svítivostí, jejich přímá detekce je však znemožněna kvůli mezihvězdnému prachu a mohou tak být identifikovány jen v infračervené oblasti.